# Manāzil al-qamar

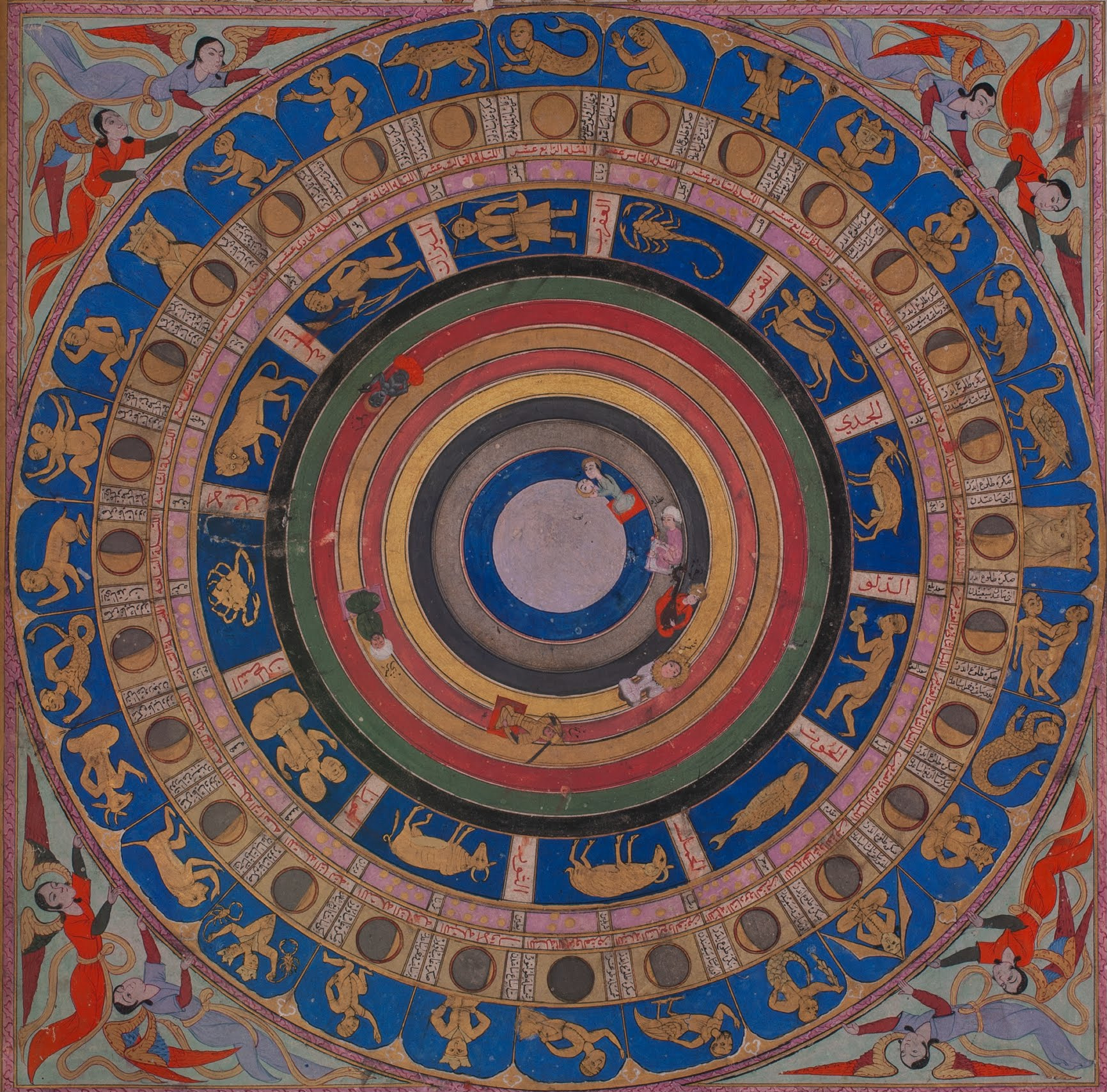
Carte céleste ottomane du XVI représentant les planètes, le Zodiaque, les phases de la Lune et les 28 mansions lunaires.

Les manāzil al-qamar (arabe : منازل القمر) forment un système de mansions lunaires utilisé par l'astronomie arabe pour représenter le parcours de la Lune sur l'écliptique. Au nombre de 28 pour marquer chaque jour que l'astre passe durant son cycle autour de la Terre, elles sont chacune symbolisées par une étoile ou un astérisme caractéristique de la section traversée. 
Nota bene: en fait, l'arabe manzil(a), pluriel manāzil, est un terme hérité de Babylone, soit "manzaltu", utilisé dans les tablettes astronomiques pour indiquer la « localisation, place ou position » d’une étoile ou d’une constellation, qui a aussi donnée l'araméen manzala et l'hébreu mazalot, « corps céleste ». C'est à tort que les philologues arabes l'ont vu comme dérivant de la racine arabe NZL, qui donne aussi  manzil, « demeure », et qu'en suivant leur interprétation, les clercs latins on rendu par mansio. Le terme le plus juste pour parler des manāzil al-qamar est donc stations lunaires.

## Origines
La question est très débattue quant à savoir si les manāzil sont d'origine mésopotamienne ou indienne. Ces deux civilisations utilisaient en effet des systèmes de mansions lunaires présentant de troublantes similitudes avec celui des Arabes. En fait, il semble bien que le système soit d'origine proprement arabe.

## Datation
La plus ancienne liste connue est celle donnée par Mâlik ibn Anas dans son « Livre des étoiles » vers 780, mais il y a fort à penser que le système a été établi bien plus tôt. Le Coran cite le terme de « manāzil » à deux reprises :
- Dans la sourate Ya Sin (36, XXXIX) : « Et la lune, Nous lui avons déterminé des phases (manāzil) jusqu’à ce qu’elle devienne comme la palme vieillie. »[3]
- Dans la sourate Yunus (10, V) : « C’est Lui qui a fait du soleil une clarté et de la lune une lumière, et Il en a déterminé les phases (manāzil) afin que vous sachiez le nombre des années et le calcul (du temps). [...] »[4]

Il est cependant difficile de déterminer si ces textes font bien allusion aux mansions lunaires et pas aux mois lunaires du calendrier musulman.

## Liste
| N° | Nom arabe    | Translitération     | Signification                     | Identification                               | Nom moderne dérivé                                                                                     |
| -- | ------------ | ------------------- | --------------------------------- | -------------------------------------------- | --- |
| 1  | الشرطان      | al-šaratān          | Les Deux Marques                  | β + γ du Bélier                              | Sharatan (= β du Bélier)                                                                               |
| 2  | البطين       | al-buṭayn           | Le Petit Ventre                   | δ + ε (+ ρ) du Bélier                        | Botein (= δ du Bélier)                                                                                 |
| 3  | الثريا       | al-ṯurayyā          | L'Abondante                       | M45 (Pléiades) du Taureau                    | Al Thuraya (astrologie)                                                                                |
| 4  | الدبران      | al-dabarān          | La Suivante                       | α du Taureau                                 | Aldébaran (= α du Taureau)                                                                             |
| 5  | الهقعة       | al-haqʿa            | La Touffe de crins                | λ + φ1 + φ2 d'Orion                          | Heka (= λ d'Orion)                                                                                     |
| 6  | الهنعة       | al-hanʿa            | La Marque au fer rouge            | γ + ξ des Gémeaux                            | Alhena (= γ des Gémeaux)                                                                               |
| 7  | الذراع       | al-ḏirāʿ            | La Patte [du Lion]                | α + β des Gémeaux                            | Dirah (= ξ des Gémeaux, astrologie)                                                                    |
| 8  | النثرة       | al-naṯra            | Le Sillon subnasal [du Lion]      | ε ou M44 du Cancer                           | Alnatra (= ε du Cancer, nom 2nd) -                                                                     |
| 9  | الطرف        | al-ṭarf             | Le Regard [du Lion]               | κ du Cancer + λ du Lion                      | Alterf (= λ du Lion)                                                                                   |
| 10 | الجبهة       | al-jabha            | Le Front [du Lion]                | ζ + γ + η + α du Lion                        | Algieba (= γ du Lion) Al Jabhah (= η du Lion)                                                          |
| 11 | الزبرة       | al-zubra            | La Crinière [du Lion]             | δ + θ du Lion                                | al-Zubra (= δ du Lion, nom 2nd)                                                                        |
| 12 | الصرفة       | al-ṣarfa            | Le Changement [de temps]          | β du Lion                                    | Serpha (= β Leonis, nom 2nd)                                                                           |
| 13 | العواء       | al-ʿawwāʾ           | Le Chien hurleur                  | β + γ + δ + ε + η de la Vierge               | Auva (= δ de la Vierge)                                                                                |
| 14 | السماك       | al-simāk            | Le Soutien [céleste]              | α de la Vierge                               | Azimech (= α de la Vierge)                                                                             |
| 15 | الغفر        | al-ġafr             | Les Crins de la Queue [du Lion]   | ι + κ + λ de la Vierge                       | Elgafar (= φ de la Vierge)                                                                             |
| 16 | الزبانان     | al-zubānā           | La Balance                        | α + β de la Balance                          | Zubenelgenubi(= α de la Balance) Zubeneschamali (= β de la Balance) Zubenelhakrabi (= γ de la Balance) |
| 17 | الإكليل      | al-iklīl            | La Couronne [du Scorpion]         | β + δ + π du Scorpion                        | Iclarcrau (= δ du Scorpion)                                                                            |
| 18 | القلب        | al-qalb             | Le Cœur [du Scorpion]             | α du Scorpion                                | Calbolacrab (= α du Scorpion, nom 2nd)                                                                 |
| 19 | الشولة       | al-šawla            | Le Bout de la Queue [du Scorpion] | λ + ν du Scorpion                            | Shaula (= λ du Scorpion)                                                                               |
| 20 | النعائم      | al-naʿāʾim          | Les Autruches                     | γ + δ + ε + η et σ + ϕ + τ + ζ du Sagittaire | |
| 21 | البلدة       | al-balda            | Le Lieu vide                      | π du Sagittaire                              | Albaldah (= π du Sagittaire)                                                                           |
| 22 | سعد الذابح   | saʿd al-ḏābiḥ       | La Propice du Sacrificateur       | α + β (+ ν) du Capricorne                    | Dabih (= β du Capricorne)                                                                              |
| 23 | سعد بلع      | saʿd al-bulaʿ       | La Propice des Pâtures            | ε + μ (+ ν) du Verseau                       | Albali (= ε du Verseau) Albulaan (= μ et ν du Verseau)                                                 |
| 24 | سعد السعود   | saʿd al-suʿūd       | La Propice des Propices           | β + ξ du Verseau                             | Sadalsuud (= β du Verseau)                                                                             |
| 25 | سعد الأخبية  | saʿd al-aḫbiya      | La Propice des Caches             | γ + ζ + η + π du Verseau                     | Sadachbia (= γ du Verseau)                                                                             |
| 26 | الفرع المقدم | al-farġ al-mukaddam | Le Déversoir antérieur            | α + β de Pégase                              | - |
| 27 | الفرع المؤجر | al-farġ al-ṯānī     | Le Second Déversoir               | γ de Pégase + α d'Andromède                  | Alpherg (= η des Poissons)                                                                             |
| 28 | بطن الحوت    | baṭn al-ḥūt         | Le Ventre du Poisson              | β d'Andromède                                | - |